# Црква Светих Петра и Павла у Чумићу
Црква Светих Петра и Павла у Чумићу, насељеном месту на територији града Крагујевца, подигнута је 1844. године, припада Епархији шумадијској Српске православне цркве.